# Aphaenogaster lamellidens
Aphaenogaster lamellidens é uma espécie de inseto do gênero Aphaenogaster, pertencente à família Formicidae.